# Quintero (Zigarre)

Banderole einer kubanischen Quintero Panetela

Die Quintero y Hno, heute nur noch kurz Quintero, ist eine kubanische Zigarrenmarke der Habanos S.A. Seit einiger Zeit gibt es auch Quintero genannte Zigarren des spanisch-französischen Tabakkonzerns Altadis, die aus nicaraguanischen und/oder honduranischen Tabaken gefertigt werden.
Augustin Quintero und seine vier Brüder gründeten 1924 die Zigarrenmanufaktur Quintero y Hermanos (dt. Quintero und Brüder) in Cienfuegos, der Hauptstadt der gleichnamigen Provinz auf Kuba. Seit die Quintero ab 1940 auch in einer Manufaktur in Havanna hergestellt wird, wo sie Tabak aus dem Anbaugebiet Vuelta Abajo verarbeitet, gilt sie als eine „echte Havanna“, wobei die Hauptproduktion nach wie vor sich in Cienfuegos befindet.
Alle Quinteros werden totalmente a mano, tripa corta hergestellt – sie sind vollständig von Hand gefertigte Shortfiller. Sie gilt als mittelstark bis stark im Geschmack.
Einige handgefertigte Vitolas (Formate):
- Brevas – 5 1⁄2" × 41 (140 × 16,3 mm), Format Nacional
- Londres Extra – 4 7⁄8" × 40 (124 × 15,9 mm), Format Standard
- Nacionales – 5 1⁄2" × 41 (140 × 16,3 mm), Format Nacional
- Panetelas – 5" × 36 (127 × 14,3 mm), Format Veguerito